# Diederik Jacobus den Beer Poortugael

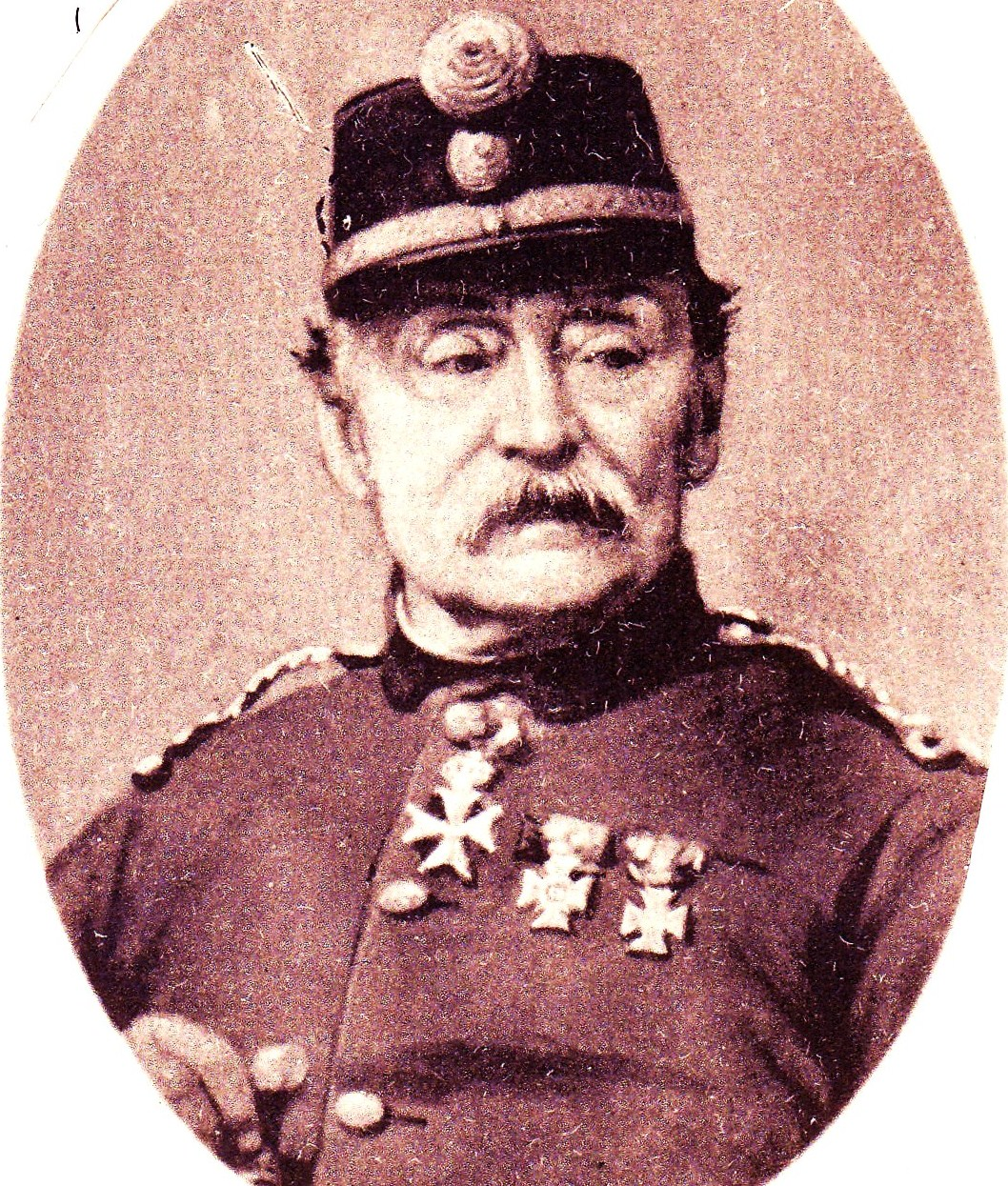
Diederik Jacobus den Beer Poortugael

Diederik Jacobus den Beer Poortugael (* 16. April 1800 in Leiden; † 10. Juni 1879 in Den Haag, Niederlande) war ein niederländischer Offizier und Poet und Ritter des Militär-Wilhelms-Orden.

## Laufbahn
Im Dezember 1817 wurde er Fähnrich im Bataillon der Jäger in Gent, von wo aus er nach kurzer Zeit in die Garnison nach Ypern kam und 1820 zum Unterleutnant befördert wurde. Bei der Gründung der Koninklijke Militaire Academie in Breda 1828 wurde er als Oberleutnant als Dozent für Taktik und Festungskunde eingeteilt.
Für seinen militärischen Einsatz während der Belgischen Revolution wurde Den Beer Poortugael durch königlichen Beschluss vom 12. Oktober 1831 (Nummer 92) zum Ritter des Militär-Wilhelms-Orden benannt. Auf Grund gesundheitlicher Probleme verließ er 1835 den Militärdienst und wurde Rijksontvanger in verschiedenen Städten. In den folgenden Jahren veröffentlichte er Gedichte und Schriften zu literarischen und militärischen Themen. Er starb im Juni 1879 im Alter von 79 Jahren, sein Grab befindet sich auf dem niederländischen Friedhof Oud Eik en Duinen in Den Haag.

## Familie
Den Beer Poortugael war der Sohn der Dichterin Anna Clarissa Maria (1771–1834, geborene Wassenbergh) und ihrem ersten Gemahl (⚭ am 20. März 1793), dem Rechtsanwalt Jacobus Cornelis Catharinus den Beer Poortugael (1775–1813). Aus dieser Ehe gingen zwei Söhne, sein älterer Bruder Adam Camillus Johannes Marius (* 1798) und eine Tochter Leonarda Wilhelmina (1794–1876), hervor. Den Beer Poortugael heiratete 1829 Hermina Clasina Muller, die Tochter eines Notars aus Amsterdam. Das erst geborene Mädchen, Cornelietje, verstarb kurz nach der Geburt. Ihr Sohn, Jacobus Catharinus Cornelis, war Generalmajor und unter anderem Kriegsminister.